# Proceratophrys izecksohni
Espèce
Proceratophrys izecksohni est une espèce d'amphibiens de la famille des Odontophrynidae.

## Répartition
Cette espèce est endémique de l'État de Rio de Janeiro au Brésil. 

## Description
Les mâles mesurent de 32,1 à 54,2 mm.

## Étymologie
Cette espèce est nommée en l'honneur d'Eugenio Izecksohn.

## Publication originale
- Dias, Amaro, de Carvalho-e-Silva & Rodrigues, 2013 : Two new species of Proceratophrys Miranda-Ribeiro, 1920 (Anura; Odontophrynidae) from the Atlantic forest, with taxonomic remarks on the genus. Zootaxa, no 3682 (2), p. 277–304.